# Immerfeuchte Subtropen

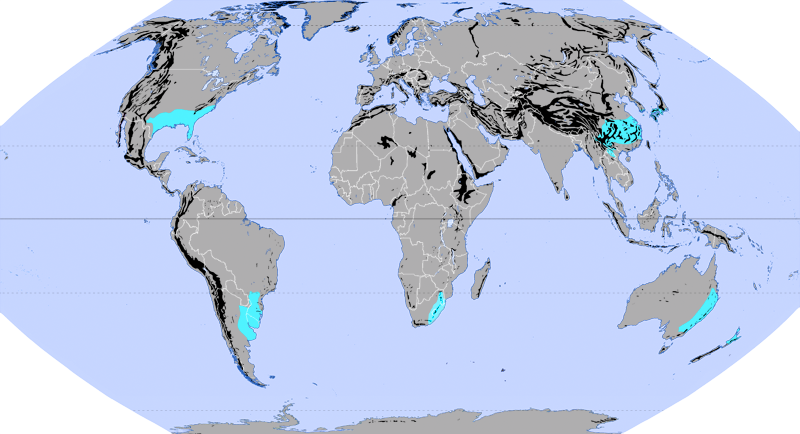
Immerfeuchte Subtropen

Die Zone der Immerfeuchten Subtropen ist eine der neun weltumspannenden Ökozonen nach J. Schultz. Sie nimmt heute etwa 4 % der irdischen Landoberfläche ein. Anfang des 21. Jahrhunderts sind davon noch etwa 12 % in einem weitgehend naturnahen Zustand.
Sie liegt in dem als „Ostseitenklima“ bezeichneten Teil der Subtropischen Klimazone. Nach der vorherrschenden Vegetation kann sie weiterhin in die Landschaftstypen Lorbeerwald und Subtropischer Regenwald untergliedert werden. Davon gibt es zwei Abweichungen: Die südamerikanische Pampa und das südafrikanische Highveld sind beides subtropische Grasländer, die aufgrund jahrtausendelanger anthropogener Einflüsse in Südafrika und in der nördlichen Pampa (Campo) sowie klimatische und azonale Besonderheiten die (Wieder)entwicklung von Wald verhinderten (siehe auch Das „Pampa-Problem“).
Die Grenzen der Immerfeuchten Subtropen sind in der Realität fließend, so dass eine exakte Ausdehnung – wie auf der Karte gezeichnet – faktisch nicht festgelegt werden kann. Diese Tatsache wird verständlich, wenn man vergleichbare geozonale Modelle heranzieht, die z. T. deutliche Abweichungen aufweisen. Man betrachte dazu beispielsweise das vergleichbare Lorbeerwald-Zonobiom auf der Karte der Zonobiome nach Walter und Breckle oder die FAO Ecozones.